# Francisco Santos Calderón
Pour les articles homonymes, voir Francisco Santos et Santos (homonymie).
Francisco Santos Calderón (ou Pacho Santos), né le 14 octobre 1961 à Bogota, est un homme politique et journaliste colombien. Il écrit dans les pages du journal El Tiempo dont la propriété est détenue par sa famille. Il est vice-président de la République de Colombie de 2002 à 2010, élu avec le président Álvaro Uribe pour un premier mandat en 2002 puis réélu en 2006. Il est également le cousin de l'ancien président Juan Manuel Santos.

## Biographie
Francisco Santos Calderón est issu de l'une des familles les plus puissantes de Colombie, notamment propriétaire du quotidien El Tiempo. Sa famille comprend de nombreux journalistes célèbres et hommes politiques, dont son grand-oncle, l'ancien président Eduardo Santos. 
En 1990, il est enlevé par le cartel de Medellín dirigé par Pablo Escobar afin de faire pression sur le pouvoir colombien contre une loi autorisant l'extradition de barons de la drogue arrêtés en Colombie vers les États-Unis. Après sa libération, il étudie durant deux années à Harvard Extension School aux États-Unis.
Selon des déclarations d'anciens paramilitaires et de journalistes, il lui aurait été proposé par Salvatore Mancuso de prendre la tête d'un éventuel « Bloque capital » des AUC pour permettre aux paramilitaires de se développer à Bogotá. Il réfute cette accusation et affirme avoir possédé des relations avec plusieurs chefs paramilitaires (Salvatore Mancuso, Carlos Castano, Jorge 40 et El Alemán) uniquement pour des raisons journalistiques.
Il milite aujourd'hui pour les droits de l'homme en Colombie avec une fondation qu'il a créée pour aider les victimes d'enlèvement ainsi que leurs familles, et dénonce avec virulence les guérillas rebelles. Il lui est reproché en 2011 des propos concernant des manifestations étudiantes organisées en faveur d'une démocratisation de l'accès aux études supérieures, où il suggérait d'utiliser des méthodes non-létales mais violentes, telles que des impulsions électriques, pour mater les étudiants.
Membre du parti Centre démocratique, il se présente pour la mairie de Bogotá aux élections d'octobre 2015 mais n'est pas élu, obtenant 12 % des voix.
Il est nommé ambassadeur aux États-Unis par Iván Duque en 2018.